# Chorągiew tatarska Dżafara Murawskiego

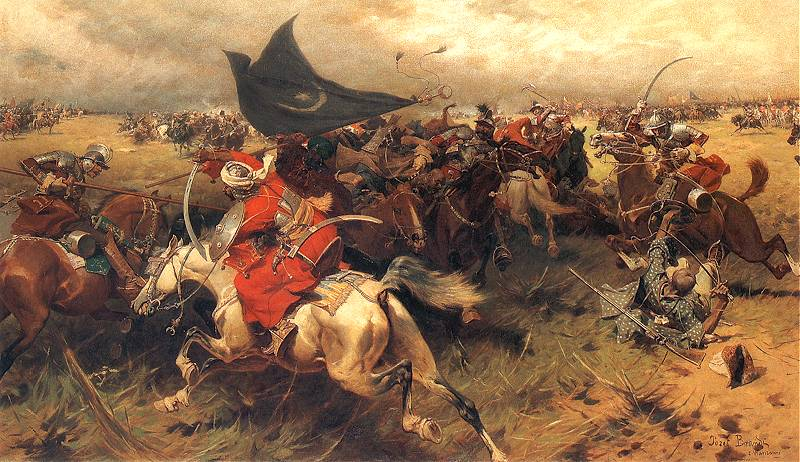
Józef Brandt, Walka o sztandar turecki

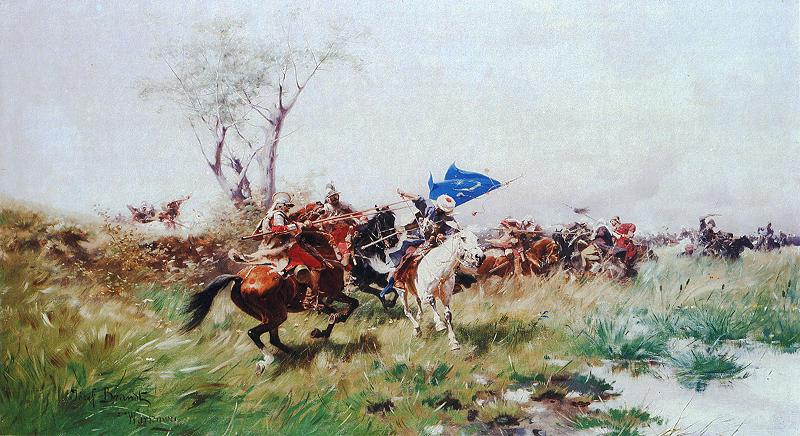
Józef Brandt, Atak kawalerii

Chorągiew tatarska Dżafara Murawskiego - chorągiew tatarska jazdy koronnej II połowy XVII wieku.
Rotmistrzem chorągwi był Dżafar Murawski.
Jej żołnierze brali udział w działaniach zbrojnych wojnie polsko-kozacko-tatarskiej 1666–1671. W 1672 przeszli na stronę Turcji i sułtana Imperium osmańskiego Mehmeda IV.
Po zdobyciu Baru przez wojsko Rzeczypospolitej 12 listopada 1674 nastroje wśród żołnierzy chorągwi zmieniły się a nowo wybrany król Polski Jan III Sobieski przyjął ich ponownie w szeregi armii koronnej.

## Bunt Tatarów w 1672
Pierwsze chorągwie tatarskie zaczęły porzucać swoje leża pod koniec 1671, jednak dopiero wiosną 1672 doszło do prawdziwego buntu jazdy tatarskiej, kiedy to na stronę turecką przeszło kilkunastu rotmistrzów tatarskich wraz ze swymi chorągwiami.
Byli to m.in.: Adamowicz, Aleksandrowicz, Murza Korycki, Samuel Krzeczowski, Adam Murawski, Dżafar Murawski, Hussejn Murawski, Samuel Murza, Samuel Sulimanowicz, Daniel Szabłowski, Lechtezar Szabłowski.
Wystąpieniem tym kierował rotmistrz Aleksander Kryczyński. Jako jeden z nielicznych do buntu nie przystąpił rotmistrz Krzysztof Szachmancer, który nakazał swym żołnierzom powrót do Ostroga.